# Geoffrey Rush
Pour les articles homonymes, voir Rush.
Geoffrey Rush, est un acteur australien, né le 6 juillet 1951 à Toowoomba (Queensland).
Il est révélé en 1996 par le film Shine, dans lequel il incarne le pianiste David Helfgott, ce qui lui vaut l'Oscar du meilleur acteur. En 2001, il est nommé une seconde fois pour la récompense, pour son rôle de Donatien Alphonse François de Sade dans Quills, la plume et le sang.
Rush interprète le capitaine Hector Barbossa dans les cinq longs-métrages de la série de films Pirates des Caraïbes entre 2003 et 2017, ainsi que Lionel Logue dans Le Discours d'un roi (2010), ce qui lui vaut une seconde nomination à l'Oscar du meilleur acteur dans un second rôle, après celle pour Shakespeare in Love en 1998. En 2012, il est désigné Australien de l'année.

## Biographie

### Jeunesse et études
Geoffrey Rush commence à jouer en tant que comédien avec la Queensland Theatre Company (en) à Brisbane. Il est diplômé en art de l'université du Queensland. En 1979, il vit en colocation avec l'acteur et réalisateur américain Mel Gibson.

### Carrière au cinéma
Depuis 1988, Geoffrey Rush est marié à Jane Menelaus, avec qui il a une fille, Angelica, née en 1992, ainsi qu'un fils James, né en 1995.
Il obtient l'Oscar du meilleur acteur en 1997, lors de la 69e cérémonie des Oscars, pour son rôle dans Shine de Scott Hicks. Il avait pratiqué le piano jusqu'à 14 ans et a repris des cours 30 ans plus tard pour le rôle pour éviter de faire appel à une doublure main. En 2001, il est à la tête de l'affiche du film Le Tailleur de Panama de John Boorman aux côtés de Jamie Lee Curtis, Pierce Brosnan, Brendan Gleeson et Daniel Radcliffe.  En 2003, il prête sa voix à un personnage du Monde de Nemo et incarne le capitaine Barbossa dans Pirates des Caraïbes : La Malédiction du Black Pearl.

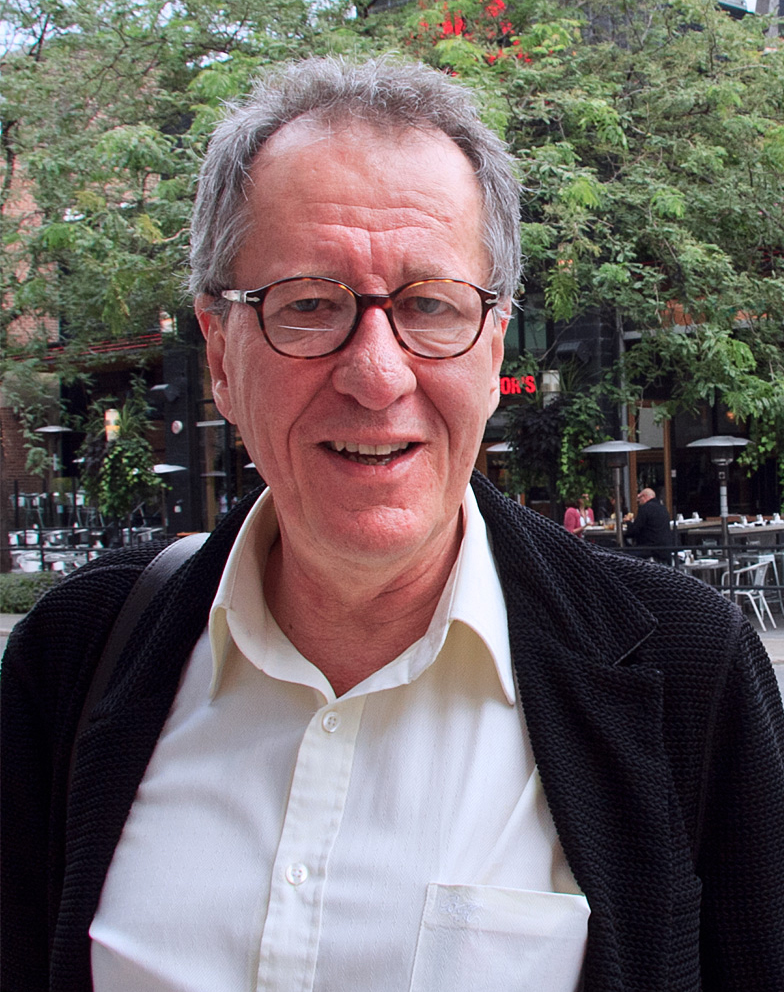
Geoffrey Rush au Festival international du film de Toronto 2011.

En 2004, il incarne l'acteur Peter Sellers dans Moi, Peter Sellers et un an plus tard, en 2005, il incarne un officier froid du Mossad dans Munich de Steven Spielberg. En 2007, il reprend son rôle de Barbossa dans Pirates des Caraïbes : Jusqu'au bout du monde après être apparu à la fin de Pirates des Caraïbes : Le Secret du coffre maudit en 2006. Il joue Lionel Logue, orthophoniste du futur roi George VI dans le film oscarisé Le Discours d'un roi de Tom Hooper, sorti en 2010.

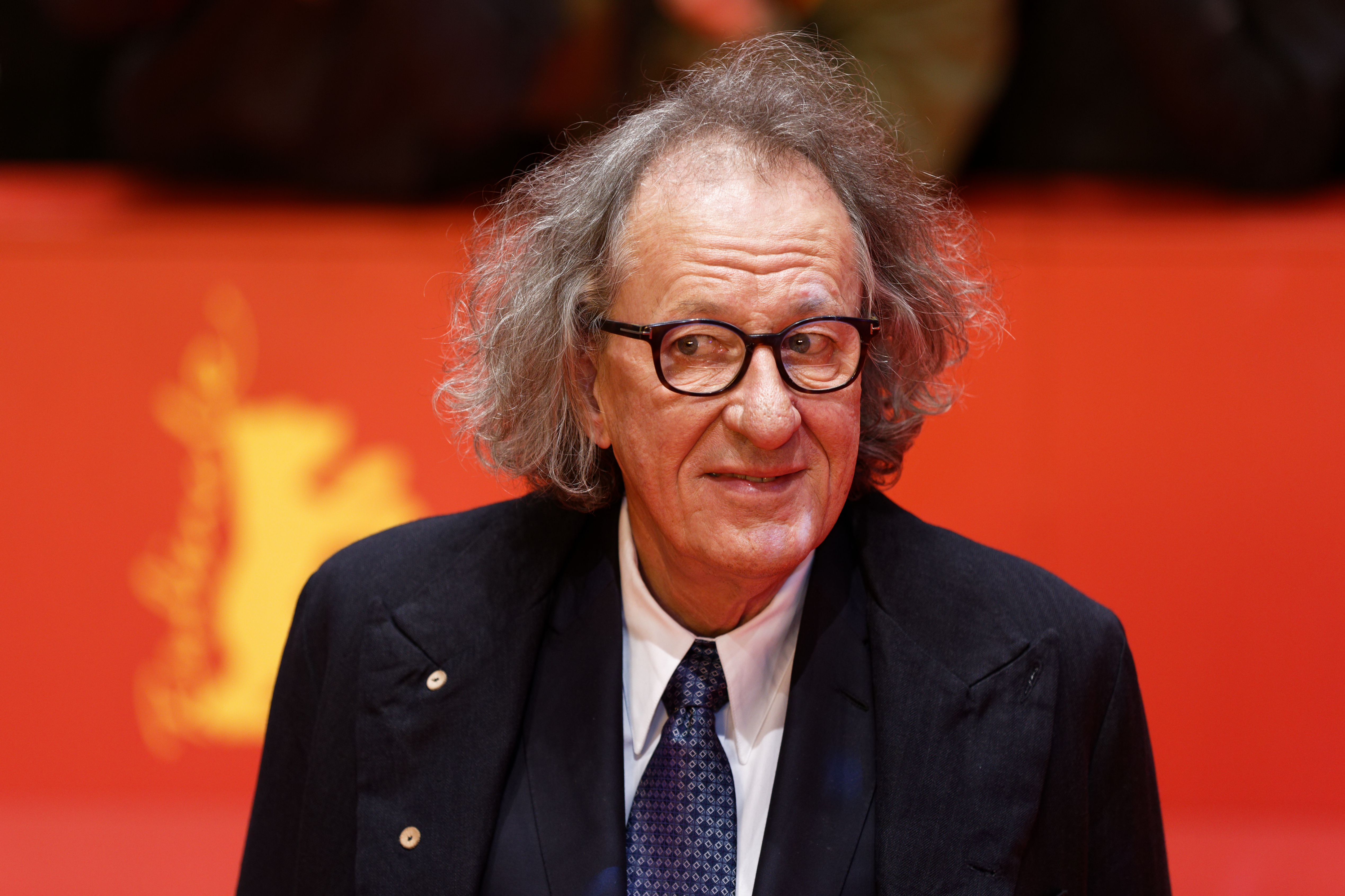
Geoffrey Rush à la Berlinale 2017.

Geoffrey Rush vit à Camberwell, une banlieue de Melbourne. Il s'investit beaucoup dans la préservation de l'héritage architectural local, devenant une figure de proue dans la campagne de préservation de la gare de Camberwell contre la démolition par les industriels. En 2011, il reprend de nouveau son rôle du capitaine Hector Barbossa dans Pirates des Caraïbes: La Fontaine de Jouvence. En 2017, il reprend également son rôle dans le cinquième volet de Pirates des Caraïbes, intitulé Pirates des Caraïbes : La Vengeance de Salazar. Lors du 67e Festival de Berlin la même année, il reçoit la Caméra de la Berlinale au côté de la productrice Nansun Shi et de l'auteur Samir Farid.

### Apparitions au théâtre
Geoffrey Rush se produit dans des pièces de William Shakespeare, dans L'Importance d'être constant d'Oscar Wilde, dans Le Mariage de Figaro de Beaumarchais.
- 2009 : Le roi se meurt d'Eugène Ionesco
- 2011 : Le Journal d'un fou de Nicolas Gogol

## Filmographie
- 1981 : Hoodwink (en) : Detective 1
- 1981 : Menotti (en) (TV Series)
- 1982 : Starstruck (en) : the Floor Manager
- 1987 : Twelfth Night (en) : Sir Andrew Aguecheek
- 1995 : Dad and Dave: On Our Selection (en) : Dave Rudd
- 1996 : Call Me Sal : Wal
- 1996 : Shine de Scott Hicks : David Helfgott (adulte)
- 1996 : Mercury (en) (TV Series) : Bill Wyatt
- 1996 : Les Enfants de la Révolution de Peter Duncan : Zachary Welch
- 1997 : Frontier (mini TV Series) : David Collins
- 1997 : Oscar and Lucinda : le narrateur
- 1998 : A Little Bit of Soul (en) : Godfrey Usher
- 1998 : Les Misérables de Bille August : Inspecteur Javert
- 1998 : Elizabeth de Shekhar Kapur : Sir Francis Walsingham
- 1998 : Shakespeare in Love de John Madden : Philip Henslowe
- 1999 : Mystery Men de Kinka Usher : Casanova Frankenstein
- 1999 : La Maison de l'horreur de William Malone : Stephen H. Price
- 2000 : Quills, la plume et le sang de Philip Kaufman : Marquis de Sade
- 2000 : Le Gâteau magique (The Magic Pudding) de Karl Zwicky : Bunyip Bluegum (voix)
- 2001 : Le Tailleur de Panama de John Boorman : Harold « Harry » Pendel
- 2001 : Lantana de Ray Lawrence : John Knox
- 2002 : Frida de Julie Taymor : Léon Trotski
- 2002 : The Banger Sisters de Bob Dolman : Harry Plummer
- 2003 : Swimming Upstream de Russell Mulcahy : Harold Fingleton
- 2003 : Ned Kelly de Gregor Jordan : Francis Hare
- 2003 : Le Monde de Nemo d'Andrew Stanton et Lee Unkrich : Nigel (voix)
- 2003 : Pirates des Caraïbes : La Malédiction du Black Pearl de Gore Verbinski : Hector Barbossa
- 2003 : Intolérable Cruauté de Joel et Ethan Coen : Donovan Donaly
- 2003 : Harvie Krumpet d'Adam Elliot : Narrateur (voix)
- 2004 : Moi, Peter Sellers de Stephen Hopkins : Peter Sellers
- 2005 : Munich de Steven Spielberg : Ephraim
- 2006 : Candy de Neil Armfield : Casper
- 2006 : Pirates des Caraïbes : Le Secret du coffre maudit de Gore Verbinski : Hector Barbossa
- 2007 : Elizabeth : l'Âge d'or de Shekhar Kapur : Sir Francis Walsingham
- 2007 : Pirates des Caraïbes : Jusqu'au bout du monde de Gore Verbinski : Hector Barbossa
- 2008 : Le Sens de la vie pour 9.99$ ($9.99) de Tatia Rosenthal : Angel
- 2009 : Laundry Warrior : Town Drunk (post-production)
- 2010 : Lowdown (en) (série TV) : le narrateur
- 2010 : Le Discours d'un roi de Tom Hooper : Lionel Logue
- 2010 : Le Royaume de Ga'hoole de Zack Snyder : Ezylryb
- 2011 : The Eye of the Storm de Fred Schepisi : Basil Hunter
- 2011 : Pirates des Caraïbes : La Fontaine de jouvence de Rob Marshall : Hector Barbossa
- 2011 : The Warrior's Way de Sngmoo Lee : Ron
- 2011 : Green Lantern de Martin Campbell : Toma-re (voix)
- 2013 : La Voleuse de livres (The Book Thief) de Brian Percival : Hans Hubermann
- 2013 : The Best Offer (La migliore offerta) de Giuseppe Tornatore : Virgil Oldman
- 2015 : Les Minions : Narrateur (voix)
- 2016 : Gods of Egypt d'Alex Proyas : Rê
- 2017 : Genius : Albert Einstein (série TV)
- 2017 : Pirates des Caraïbes : La Vengeance de Salazar de Joachim Rønning et Espen Sandberg : Hector Barbossa
- 2017 : Alberto Giacometti, The Final Portrait (Final Portrait) de Stanley Tucci : Alberto Giacometti
- 2018 : Storm Boy (en) de Shawn Seet : Mike 'Storm Boy' Kingley
- 2024 : The Rule of Jenny Pen de James Ashcroft : Stefan Mortensen

## Distinctions

### Récompenses
- Australian Film Institute 1996 : Meilleur acteur dans un drame pour Shine (1996).
- 54e cérémonie des Golden Globes 1997 : Meilleur acteur dans un drame pour Shine (1996).
- 50e cérémonie des British Academy Film Awards 1997 : Meilleur acteur dans un drame pour Shine (1996).
- 69e cérémonie des Oscars 1997 : Meilleur acteur dans un drame pour Shine (1996).
- 52e cérémonie des British Academy Film Awards 1999 : Meilleur acteur dans un second rôle dans un drame historique pour Shakespeare in Love (1999).
- 62e cérémonie des Golden Globes 2005 : meilleur acteur dans une mini-série ou un téléfilm pour Moi, Peter Sellers (2004).
- 63e cérémonie des Tony Awards 2009 : Meilleur acteur dans une pièce POUR Le roi se meurt (2009).
- 13e cérémonie des British Independent Film Awards 2010 : Meilleur acteur dans un second rôle dans un drame biographique pour Le Discours d'un roi (2009).
- 64e cérémonie des British Academy Film Awards 2011 : meilleur acteur dans un rôle secondaire dans un drame biographique pour Le Discours d'un roi (2009).
- Festival de Berlin 2017 : Lauréate du Prix Caméra de la Berlinale.

### Nominations
- 56e cérémonie des Golden Globes 1999 : meilleur acteur dans un second rôle dans un drame historique pour Shakespeare in Love (1999).
- 71e cérémonie des Oscars du cinéma 1999 : Meilleur acteur dans un second rôle dans un drame historique pour Shakespeare in Love (1999).
- 52e cérémonie des British Academy Film Awards 1999 : Meilleur acteur dans un second rôle dans Elizabeth (1998).
- Golden Globes 2001 : Meilleur acteur dans un film dramatique dans Quills, la plume et le sang
- 54e cérémonie des British Academy Film Awards 2001 : meilleur acteur dans un drame pour Quills, la plume et le sang (2000).
- 73e cérémonie des Oscars du cinéma 2001 : Meilleur acteur dans un drame pour Quills, la plume et le sang (2000).
- 30e cérémonie des Saturn Awards 2004 : meilleur acteur dans un second rôle dans un film d'aventure pour Pirates des Caraïbes : La Malédiction du Black Pearl (2003).
- 7e cérémonie des British Independent Film Awards : Meilleur acteur dans un drame biographique pour Moi, Peter Sellers.
- 68e cérémonie des Golden Globes 2011 : meilleur acteur dans un second rôle dans un drame biographique pour Le Discours d'un roi (2009).
- 83e cérémonie des Oscars du 2011 : meilleur acteur dans un second rôle dans un drame biographique pour Le Discours d'un roi (2009).
- 38e cérémonie des Annie Awards 2011 : Meilleure performance vocale pour le cinéma dans un filmd 'animation pour Le Royaume de Ga'Hoole : La Légende des gardiens (2011).
- 75e cérémonie des Golden Globes 2018 : Meilleur acteur dans une mini-série ou un télé-film dans Genius (2017).

## Voix francophones
Avant 2003, Geoffrey Rush est doublé en version française par  Bernard Alane dans Shine et Frida ainsi que par Jean-Luc Kayser dans Les Misérables et Le Tailleur de Panama, tandis qu'à titre exceptionnel, il est doublé par Daniel Kenigsberg dans Shakespeare in Love, Henri Courseaux dans Mystery Men, Marcel Guido dans La Maison de l'horreur et Jacques Frantz  dans  Quills, la plume et le sang.
Patrick Floersheim devient par la suite sa voix régulière, le doublant dans les quatre premiers volets de la franchise Pirates des Caraïbes, Munich, La Voleuse de livres et The Best Offer,,,.
En parallèle, il est doublé par Patrick Osmond dans Intolérable Cruauté, Pierre-François Pistorio dans Moi, Peter Sellers, Jean-Louis Cassarino dans Elizabeth : L'Âge d'or, François Marthouret dans Le Discours d'un roi et Patrick Béthune  dans Holding the Man.
Après la mort de Patrick Floersheim en 2016, Philippe Catoire qui le double en 2002 dans Sex fans des sixties, le reprend dans Pirates des Caraïbes : La Vengeance de Salazar, ainsi que dans Gods of Egypt et Genius.
En version québécoise, Denis Mercier est sa voix régulière, le doublant dans Les Misérables, Shakespeare et Juliette, La Maison de la colline hantée, Lantana, Pirates des Caraïbes,Elizabeth : L'Âge d'or ou encore La Voleuse de livres. Il est également doublé par Daniel Lesourd dans  Le Prodige et Frida.